# فلپس، نیویورک
فلپس، نیویورک (انگلیسی: Phelps, New York) یا فلپس (Phelps) یک منطقهٔ مسکونی در ایالات متحده آمریکا است که در شهرستان انتاریو، نیویورک واقع شده است. جمعیت در سرشماری سال ۲۰۲۰، ۶۶۳۷ نفر بوده است. شهر فلپس شامل دهکده‌ای به نام فلپس است. هر دو در شمال ژنو هستند.

## تاریخچه
این شهر بخشی از خرید فلپس و گورهام بود. این منطقه برای اولین بار در حدود سال ۱۷۸۸ مشخص شد. این شهر در سال ۱۷۹۶ تشکیل شد و قبلاً به نام «سالیوان» شناخته می‌شد. نام شهر فلپس از نام یکی از مالکان اصلی گرفته شده است. این انجمن در سال ۱۸۵۵ تأسیس شد.